# Concierto para Bangladesh
Concierto para Bangladesh es el título del evento organizado por George Harrison y Ravi Shankar el 1 de agosto de 1971 consistente en dos conciertos en el Madison Square Garden de Nueva York con el fin de recaudar fondos para los refugiados de Pakistán del Este, hoy en día Bangladés. El evento supuso el primer concierto benéfico de la historia musical, en el cual participaron, entre otros, Bob Dylan, Eric Clapton, Ringo Starr, Billy Preston y Leon Russell.
Un álbum se publicó a finales de 1971, mientras el largometraje se estrenó en 1972, con la posterior publicación en vídeo. En 2005, la película fue reeditada en DVD acompañada de nuevo material.
El concierto recaudó 243.418,50 dólares para los refugiados bangladeshíes que fueron administrados por UNICEF. 

## Antecedentes
A lo largo de la Guerra de Liberación de Bangladés, en 1971, mientras Pakistán del Este pugnaba por su independencia, el desorden político y militar obligó a la ciudadanía a refugiarse en India, lo que supuso un problema para las autoridades del país. A este habría de sumarse posteriormente la llegada de un ciclón que trajo lluvias torrenciales, causando un desastre humanitario sin precedentes.
El músico bengalí Ravi Shankar consultó a su amigo George Harrison para tratar de encontrar una solución al problema. Poco tiempo después, Harrison grabó el sencillo Bangla Desh para recaudar dinero y presionó a Apple Records para que editara el EP de Ravi Shankar Joi Bangla. Al tiempo, Shankar y Harrison planearon llevar a cabo un concierto en los Estados Unidos. Harrison aceptó el reto, desarrolló el esquema a seguir y llamó a unos cuantos amigos, convenciéndolos para que se unieran a él en el Madison Square Garden. Hasta la fecha del concierto, tendría menos de cinco semanas para los preparativos.
Entre los amigos que Harrison había planeado que acudieran se encontraban John Lennon y Paul McCartney. Lennon se mostró de acuerdo en acudir a la cita solo en el caso de que George invitara formalmente al concierto a su esposa, Yoko Ono. Al no haber planeado su participación y tampoco querer que lo hiciera, Lennon declinó su asistencia. Asimismo, Paul McCartney aludió como excusa que era muy pronto para una reunión de The Beatles teniendo en cuenta los problemas legales del momento. Del grupo, el único que aceptó la invitación fue Ringo Starr.

## Programa
Ravi Shankar y Ali Akbar Khan fueron los encargados de abrir el concierto con un recital de música india y con la composición "Bangla Dhun".
A excepción de algunas colaboraciones con otros artistas como Delaney & Bonnie Blues Band o con The Plastic Ono Band de John Lennon, el Concierto de Bangladés supuso la primera aparición pública de George Harrison tras la separación de The Beatles. Asimismo, el concierto supone un hito al juntar en un escenario a dos artistas retirados temporalmente del mundo musical: por una parte, Eric Clapton regresaba después de su adicción a la heroína y su retirada momentánea tras la gira de Derek and the Dominos; por otra parte, Bob Dylan hacía su primera aparición pública tras el Festival de la Isla de Wight en agosto de 1969. Posteriormente, no volvería a tocar "en vivo" hasta enero de 1974.
Entre los músicos que participarían en el espectáculo se encontraban Billy Preston, Leon Russell, Klaus Voormann, Jim Keltner, Badfinger, una larga sección de instrumentos de vientos conducida por Jim Horn, Carl Radle, Jesse Ed Davis, Don Preston y un coro dirigido por Don Nix.

### Intérpretes
- Ravi Shankar: sitar
- Ali Akbar Khan: sarod
- Alla Rakha: tabla
- Kamala Chakravarty: tamboura
- George Harrison: voz y guitarra
- Ringo Starr: voz, batería y pandereta
- Leon Russell: voz, bajo y piano
- Billy Preston: voz y órgano
- Eric Clapton: guitarra
- Bob Dylan: voz, guitarra y armónica
- Klaus Voormann: bajo
- Jim Keltner: batería
- Badfinger: guitarras rítmicas y coros
- Pete Ham, Tom Evans, Joey Molland y Mike Gibbins: percusión
- Jesse Ed Davis: guitarra
- Don Preston: guitarra y coros
- Carl Radle: bajo
- The Hollywood Horns: Jim Horn, Allan Beutler, Chuck Findley, Jackie Kelso, Lou McCreary, Ollie Mitchell
- Don Nix, Jo Green, Jeanie Greene, Marlin Greene, Dolores Hall y Claudia Linnear: coros

### Lista de canciones
Todas las canciones compuestas e interpretadas por George Harrison excepto donde se anota.

#### Ravi Shankar
- "Bangla Dhun"
  - Interpretado por Ravi Shankar en el sitar, Ali Akbar Khan en el sarod, Alla Rakha en el tabla y Kamala Chakravarty en la tamboura

#### George Harrison & Band
- "Wah-Wah"
- "My Sweet Lord"
- "Awaiting On You All"
- "That's The Way God Planned It" (Billy Preston)
  - Interpretada por Billy Preston
- "It Don't Come Easy" 
  - Interpretada por Ringo Starr
- "Beware of Darkness"
- "While My Guitar Gently Weeps"
  - Incluye a Eric Clapton en la guitarra
- "Jumpin' Jack Flash"/"Young Blood" (Mick Jagger-Keith Richards/Jerry Leiber-Mike Stoller)
  - Interpretada por Leon Russell, con los coros de George Harrison y Don Preston en "Youngblood"
- "Here Comes the Sun"

#### Bob Dylan
Todas las canciones compuestas e interpretadas por Bob Dylan, con George Harrison en la guitarra, Leon Russell y Klaus Voormann en el bajo y Ringo Starr en la pandereta.
- "A Hard Rain's a-Gonna Fall"
- "It Takes a Lot to Laugh, It Takes a Train to Cry"
- "Blowin' in the Wind"
- "Just Like a Woman"

#### Bises
- "Something"
- "Bangla Desh"

## La película
El concierto se grabó en una película que se estrenó en 1972, después salió en vídeo y más tarde en DVD. En él se incluyeron imágenes sueltas de los días de conciertos y las mejores actuaciones según George Harrison. Del montaje se encargó Phil Spector.
El vídeo empieza con una entrevista que hacen a George Harrison, un periodista le pregunto por qué eligió la tragedia de Bangladés, para hacer un concierto con todos los males que hay en el mundo, le contestó que lo hizo por petición de un amigo.
La escena cambia al Madison Square Garden, en el que un reportero de WABC-TV entrevista a gente acampada para conseguir una entrada.
El concierto empieza con la actuación de Ravi Shankar con Ali Akbar Khan, ellos y Harrison introducen un comentario explicando como querían transmitir al público la música clásica hindú, además Shankar pidió al público que no fumara durante la actuación. Él y Alí proceden a afinar sus instrumentos parando después de 90 segundos. El público creyó que era una pieza entera por lo que respondió con una ovación atronadora, por lo que Shankar dijo que si les había gustado tanto cómo afinaban sus instrumentos les iba a extasiar el resto de la actuación. Entonces tocaron un minucioso rāga de 17 minutos.
Después de un descanso en el que se ven las charlas que había entre George Harrison y el resto de los participantes, en los que comentaban sus impresiones de toda esa etapa del concierto. Harrison salió al escenario tocando canciones del álbum, All Things Must Pass.
Después sale una parte del festival en el que George Harrison, toca con Ringo Starr, con el pianista Leon Russell, el organista Billy Preston, el cual guía a los guitarristas que son Eric Clapton y Jesse Ed Davis, aparte de un coro y gente tocando el timbal.
Cerca del final de la película se ve a Billy Preston tocando su canción "That's the way God planned it". La película acaba después de que George Harrison tocara Bangla Desh.

### Reedición en DVD
Una edición especial de The Concert for Bangladesh fue publicada en 2005 en formato DVD, con el concierto completo en un primer disco y un documental titulado The Concert for Bangladesh Revisited with George Harrison and Friends en el segundo. Este contiene entrevistas de Ravi Shankar, Eric Clapton, Billy Preston, Jim Keltner, Jim Horn, Leon Russell y Klaus Voormann. Asimismo, muestra la voz de George Harrison, procedente de entrevistas realizadas a lo largo de su vida, explicando la organización del concierto. Otras entrevistas incluyen al fundador de la revista Rolling Stone Jann Wenner y el organizador de Live Aid Bob Geldof, que detallan la importancia histórica del evento, así como el productor ejecutivo de Apple Corps Neil Aspinall.
El documental revela la rapidez a la hora de organizar el concierto, con Harrison haciendo llamadas entre junio y julio de 1971 para solicitar a sus amigos su presencia en el evento. La fecha del concierto, el 1 de agosto de 1971, fue elegida por tratarse del único día en que estaba disponible el Madison Square Garden. Apenas una semana antes del evento, dieron comienzo las pruebas de sonido.
En el documental se entrevistó a Ravi Shankar, a Eric Clapton, a Ringo Starr, a Billy Preston entre otros, ofreciendo el recuerdo que tiene cada uno sobre el concierto. Aparte de estas entrevistas incluye una entrevista al fundador de la revista Rolling Stone, y al organizador de Live Aid; que fue un concierto que se organizó para recaudar fondos para Etiopía en 1985, celebrándose simultáneamente en Londres y en Filadelfia, aparte de algunos actos en Sídney y en Moscú. Se retransmitió vía satélite a todo el mundo por lo que se estima que tuvo una audiencia de mil quinientos millones de personas, llegando en directo a cien países.
El segundo disco contiene material adicional sobre la producción del largometraje, la publicación del álbum y el diseño del mismo. Entre la colección de instantáneas procedentes del concierto, el fotógrafo Barry Feinstein revela que la foto usada en el recopilatorio de Dylan Bob Dylan's Greatest Hits Vol. II fue tomada durante el evento.

## El álbum
Un álbum con el material grabado durante los conciertos fue publicado como triple disco de vinilo, posteriormente como dos discos compactos, y producido por Phil Spector. La publicación supuso el primer disco oficial en directo de la carrera de Bob Dylan.
Mientras el LP fue publicado por Apple Records y distribuido por EMI a nivel global, los derechos sobre la distribución del casete fueron cedidos al sello de Dylan, Columbia Records, como acuerdo para incluir al artista en el concierto. 
The Concert for Bangladesh fue reeditado en formato CD en 2001, si bien Harrison había trabajado antes de su muerte en una publicación más extensa finalmente publicada en octubre de 2005 por Apple y Rhino de forma simultánea a la edición en DVD.

## Recaudación y controversia
El concierto recaudó 243.418,50 dólares que fueron cedidos a UNICEF para su administración. Sin embargo, hubo quejas en torno al alto precio del álbum y alegaciones de una demora en el envío del dinero para los refugiados de Bangladés. Allen Klein, ejecutivo de Apple Corps, corroboró que la compañía no estaba ganando ningún dinero por las ventas del álbum o del largometraje y que solo recobraba los costes de la publicidad y de la producción. Pese a todo, el diario New York publicó en 1972 que faltaba parte de la recaudación. Klein negó las declaraciones y demandó al magazine por 150 millones de dólares en función de daños.
En cierta medida, parte del dinero generado por las ventas del álbum y de la película fueron a parar a una agencia del Gobierno federal en función de impuestos no pagados por los organizadores del evento. A día de hoy, se desconoce la cantidad de dinero que no fue destinada a los refugiados, lo que provocó cierto disgusto a George Harrison.